# 馬特基夫
48°54′29″N 23°6′4″E / 48.90806°N 23.10111°E
馬特基夫（羅馬化：Matkiv）是烏克蘭西部的村莊，隸屬利維夫州的桑比爾區。該村面積12平方公里，2001年該村落人口459，人口密度每平方公里38.25人。